# Hsiung Feng II
Pour les articles homonymes, voir Hsiung.
Conçu par l'institut des sciences et de la technologie Chungshan, le Hsiung Feng II ou HF-2 (en chinois : 雄風二型, signifiant « vent courageux ») est un missile antinavire développé à Taïwan. Il a été conçu pour être employé depuis les navires et les plateformes à terre, et une version aéroportée a été créée pour être tirée depuis les chasseurs F-CK-1 de la force aérienne de la République de Chine. Le HF-2 est doté de capacités de contre-contremesures électroniques (ECCM) et est déployé sur les frégates de classe Cheng Kung et La Fayette de la marine taïwanaise, ainsi que depuis de nombreux sites terrestres. En 2000, il fut annoncé la prévision de déployer des HF-2 sur les frégates Cheng Kung pour  remplacer les RGM-84 Harpoon, mais le budget prévu pour cette opération fut annulé.
En 2001, une version d'attaque terrestre de croisière a été proposée, et sa production a commencé en 2005.

## Versions
Il existe trois versions principales de ce missile en service. Le premier à avoir été mis en service est la version lancée depuis les navires HF-2, dont le premier déploiement a été effectué sur le Destroyer DD-915, jouant le rôle de navire d'essais et étant équipé de deux lanceurs doubles jumelés. Plus tard, tous les acteurs majeurs de la marine taïwanaise ont été dotés de lanceurs quadruples, à l'exception du Knox. En supplément, 7 navires datant de la Seconde Guerre mondiale, qui avaient été portés au standard WC3 pendant la période fin années 1980 - milieu années 1990, ont obtenu un lanceur quadruple supplémentaire vers le milieu des années 1990, afin de leur donner une capacité antiaérienne et anti-surface.
La version aéroportée est apparue au début des années 1990. Transportée par deux AT-3B biplaces d'attaque/entraînement et un unique A-3 monoplace d'attaque, cette faible projection de forces n'était pas vraiment en mesure de réellement inquiéter les potentiels intrus qui se seraient aventurés dans les eaux territoriales du pays, mais l'intégration du missile sur les récents avions F-CK-1C/D, capables d'emporter et de tirer ce missile, a largement changé la donne, et dans un futur assez proche la marine taïwanaise pourrait se voir dotée de capacités anti-navires importantes. Les rails lanceurs des missiles emportés par les AT-3 et le prototype du F-CK-1A/B sont différents, en raison des différences de longueurs des missiles utilisés (HF-2 Mk.3 et Mk.4), chaque missile n'étant adapté qu'à un seul avion et ne pouvant pas être placé sous l'autre. Actuellement (2015), il n'est pas possible de déterminer si ce programme de fabrication d'une version aérienne de l'HF-2 est toujours en cours.
La version lancée depuis les postes fixes à terre est la plus secrète de toutes, car elle est en relation directe avec la version d'attaque terrestre du Hsiung Feng IIE. En fait, les versions à lanceur terrestre de ces missiles ont été produites en premier, et toutes les îles extérieures principales entourant Taïwan ont été équipées de postes de tir fortifiés à la fin des années 1990, remplaçant les bases de lancement de missiles Hsiung Feng I (HF-1). Les sites fixes de HF-1 de l'île principale étaient également en cours de remplacement par des lanceurs de HF-2, également dans des positions fortifiées.
La version pour lanceur mobile a été acceptée en 2005 et est entrée en production à grande échelle en 2006. Tous les lanceurs mobiles, associés à un poste de commandement mobile (doté d'une liaison de données), d'un radar de recherche de surface mobile et de générateurs électriques mobiles, sont conservés à l'abri dans des hangars durcis et ne sont sortis que lorsque cela est nécessaire. Le lanceur mobile HF-2, visible pendant une parade le 10 octobre 2007, a été conçu afin de pouvoir également lancer le Hsiung Feng III, en laissant une place importante au niveau des fixations pour permettre d'accrocher les conteneurs de tir plus massifs du HF-3. La même solution a été retenue pour le montage, à la suite de leur révision, de nouveaux lanceurs HF-2 sur les frégates OH Perry/Cheng Kung, qui pourront donc également emporter des HF-3. Les patrouilleurs de classe Ching Chiang (12 navires au total), vont également être mis à jour de cette manière pour embarquer deux lanceurs doubles HF-2/HF3. Les navires lance-missiles de classe Kuang Hua VI (31 navires prévus) emportent également deux lanceurs doubles HF-2.
Une version sous-marine a également été prévue et conçue au milieu des années 1990, mais plus aucune nouvelle du programme n'a émané par la suite. La vente de missiles UGM-84 par les États-Unis en 2001 aurait probablement mis fin à ce projet. Malheureusement, à l'heure actuelle, aucune existence de version sous-marine du HF-2 n'a été confirmée, ni une quelconque vente de missiles UGM-84. De son côté Taïwan, n'a confirmé aucun achat de l'un ou l'autre de ces deux missiles.

Vue schématique du missile.

## Développement
Bien que la génération suivante du missile, le Hsiung Feng III, ait récemment terminé sa mise au point et soit sur le point de commencer sa production en série, le développement du HF-2 continue.
Au milieu des années 1990, le carburant du missile a été modifié, ce qui a passé sa portée maximale de 80 à 160 km. L'autodirecteur infrarouge (IR) a également été remplacé par un modèle à imagerie IR (IIR), ce qui lui a permis de mieux supporter d'être employé en environnement de contre-mesures électroniques sévère. Cette modification a également permis d'étendre les capacités du missile, ce dernier étant désormais capable d'engager des cibles postées à terre. Dans cette dernière possibilité, une image des formes de la cible est enregistrée dans la mémoire du missile avant son lancement. Toutefois, cette hypothétique version d'attaque terrestre n'a jamais été confirmée.
Vers la fin des années 1990, le fabricant du missile a commencé à développer une variante supersonique du missile, qui pourrait accélérer à une vitesse de Mach 1,5 lors de la phase d'attaque finale, ce qui améliorerait ses chances de destruction de la cible. Le développement serait actuellement terminé et quelques anciens HF-2 auraient été convertis dans cette nouvelle version, mais pour certains cette version ne serait qu'un mythe.
Quelques batteries sont installées sur les îles extérieures de Taïwan et d'autres sont montées sur des bâtiments en mer. Ces missiles ont vu leurs autodirecteurs radar et infrarouge remplacés par des unités de guidage par satellite et des autodirecteurs infrarouges/TV pour leur guidage terminal. Ces armes jouent le rôle de la dissuasion envers la Chine et joueront leur rôle jusqu'à ce que l'institut de recherches de Chungshan ait terminé le développement du HF-2E. Encore une fois, l'existence de cette version d'attaque terrestre du HF-2 n'a jamais été confirmée, alors que les médias affirmant que les nouveaux missiles avaient une portée comprise entre 1 600 et 3 200 km ont été démentis par le Ministère de la Défense nationale, qui a qualifié ces affirmations de « pures inventions ».
Fin 2014, le fabricant affirme avoir atteint l'étape des tests de tirs d'une version à la portée étendue du HF-2, augmentant sa portée de 160 km à 320 km.

## Utilisateur
- Taïwan